# Drasterius bimaculatus

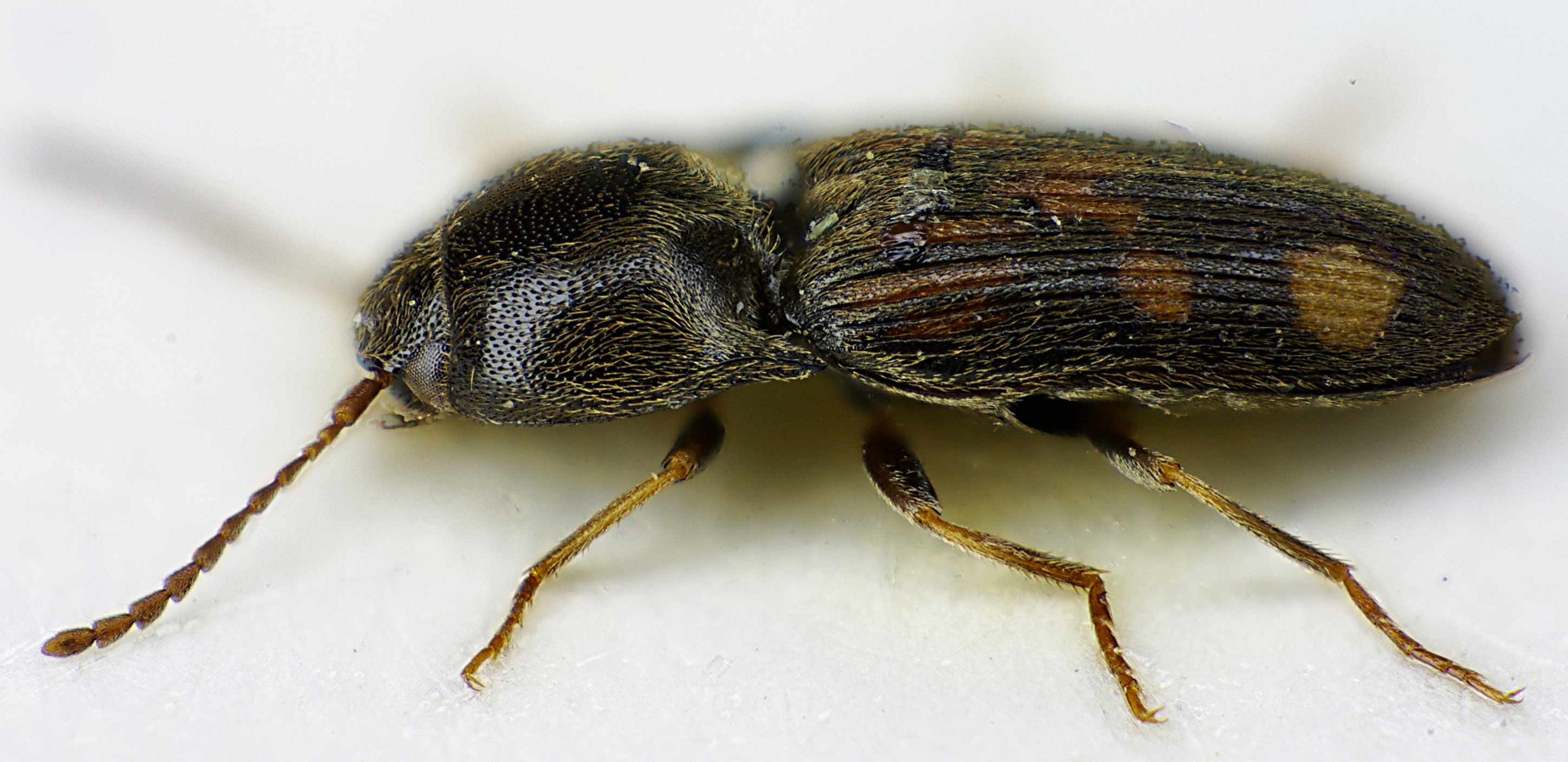
Abb. 1: Seitenansicht

Drasterius bimaculatus  ist ein Käfer aus der  Familie der Schnellkäfer.
Der wissenschaftliche Gattungsname Drasterius ist von altgr.  δραστήριος  drastērios „unternehmend“ abgeleitet und bezieht sich darauf, dass der Käfer lebhaft herumkrabbelt. Das Artepitheton bimaculatus (lat.) bedeutet „mit zwei Flecken“  und bezieht sich auf die Zeichnung der Flügeldecken. Drasterius bimaculatus ist in Europa die einzige Art der  Gattung.

## Merkmale des Käfers
Der langovale Käfer wird vier bis 5,5 Millimeter lang.  Der Körper ist schwarz, etwas glänzend und ziemlich dicht aschgrau behaart.
Der Kopf ist geneigt, die Mundwerkzeuge  zeigen nach unten. Die ungerandete Stirn ist scharfkantig gegen den Kopfschild abgesetzt und überragt ihn.  Die Oberlippe liegt viel tiefer als die Stirnkante. Die elfgliedrigen wenig gesägten Fühler sind wie die Beine rötlich gelbbraun. Der Hinterrand der Augen berührt den Vorderrand des Halsschildes.
Kopf und Halsschild sind glänzend und mäßig dicht aber deutlich punktiert (Abb. 1). Der Seitenrand des Halsschildes ist von oben nicht sichtbar. Die Behaarung des Halsschildes fällt nach hinten, an der Basis nach den Seiten. Die Außenecken der Basis sind kräftig ausgebildet und kurz längs gekielt. Der Kiel ist fein, dem Seitenrand genähert und verläuft vorn parallel zu diesem.
Die  Flügeldecken sind durch Reihen aus tiefen länglichen Punkten gestreift. Die Zeichnung ist sehr variabel und wirkt bunt. Die gelbbraunen Flecken auf dunkelbraunem Grund bestehen häufig aus einem großen Fleck, der mehr als die Vorderhälfte der Flügeldecke einnimmt, und einem kleineren Fleck in der Nähe der Flügelspitze. Der erstgenannte Fleck kann jedoch fast die ganze Flügeldecke bedecken, in mehrere Flecke aufgelöst sein oder ganz fehlen. Auch die Größe und Position des hinteren Fleckes variiert.
Die Mittelhüften sind breit getrennt, Die Schenkeldecken der Hinterhüften sind innen sehr breit erweitert, nach außen laufen sie schnell spitz zu. Die Beine haben fünfgliedrige Tarsen. Die  Klauen sind oberseits mit einer langen Borste versehen.

## Biologie
Die Larven entwickeln sich in feuchter Umgebung an und unter faulenden Pflanzenteilen, gelegentlich in stehendem Wasser. Sie ernähren sich saprophag im Humus sandiger Böden.
Den Käfer findet man von Frühjahr bis Herbst unter Steinen und Pflanzenresten sowie frei in der Sonne herumlaufend, häufig tritt er in Gesellschaft auf.

## Verbreitung
Das Verbreitungsgebiet der Art erstreckt sich von Nordafrika über Südeuropa und das südöstliche Mitteleuropa bis an den Ural und ist auch aus Kleinasien, dem Irak, dem Kaukasus und Turkestan gemeldet. Die nördliche Verbreitungsgrenze läuft in Europa durch Deutschland, Polen, die Ukraine, Zentral- und Ostrussland.